# Football Club Samoa Korean Baptist Church
O Football Club Samoa Korean Baptist Church é um clube de futebol da Samoa Americana. 
Venceu a primeira divisão do campeonato nacional em 2013, logo depois de ter conseguido o título da segunda divisão na temporada anterior. Na mesma temporada, conquistou também a copa nacional, ao derrotar o Taputimu Youth por 3 a 2.

## Títulos
- Campeonato Nacional de Futebol de Samoa Americana: 2013
- Copa Samoa Americana de Futebol: 2013